# ČSD-Baureihe T 457.0
Die ČSD-Baureihe T 457.0 (ab 1988: Baureihe 730) ist eine dieselelektrische Rangierlokomotive der ehemaligen Tschechoslowakischen Staatsbahn (ČSD).

## Geschichte
Die Maschinen entstanden im Jahr 1978, weil sich für den schweren Verschiebedienst auf Schleppbahnen und Werksverkehren eine Lokomotive in der Leistungsklasse um 600 kW fehlte, und sich die vorhandenen T 448.0 und T 466.2 für diesen Betrieb als weniger geeignet erwiesen. Die Lokomotiven wurden daher mit einem überhöht angeordneten Führerstand bei diagonal angeordneten Fahrerpulten ausgeführt. Sie besitzen keine Zugheizung. Die angegebenen Maße und Massen der Maschinen gelten für den Serienbau, die Prototypen hatten geringere Abweichungen.
1978 wurden die ersten Maschinen ausgeliefert, sie wurden an die Depots Nymburk und Olomouc ausgeliefert. Auch einige Eisenbahnbetriebe und Institutionen des Eisenbahnmilitärs erhielten die Maschinen. Sie sind mit einer automatischen Geschwindigkeitsregulierung, Fernsteuerung und Vielfachsteuerung ausgerüstet. Eine Lokomotive wurde nach Jugoslawien in eine holzverarbeitende Fabrik geliefert.
Die Maschinen sind mit klassischer ČKD-Technik heute noch in Betrieb. Während ihrer Produktion wurde der Prototyp der modernisierten ČSD-Baureihe T 457.1 entwickelt. Trotz des zurückgegangen Güterverkehrs sind sie noch auf vielen Güterbahnhöfen der České dráhy und der Železnice Slovenskej republiky zu sehen.